# Heterixalus betsileo
Espèce
Synonymes
- Eucnemis betsileo Grandidier, 1872
- Hyperolius renifer Boettger, 1881
- Hyperolius friedrichsi Ahl, 1930

Statut de conservation UICN

 LC  : Préoccupation mineure
Heterixalus betsileo est une espèce d'amphibiens de la famille des Hyperoliidae.

## Répartition
Cette espèce est endémique de Madagascar. Elle se rencontre entre 500 et 1 600 m d'altitude dans les plaines du centre et de l'Est de l'île,.

## Publication originale
- Grandidier, 1872 : Descriptions de quelques Reptiles nouveaux découverts à Madagascar en 1870. Annales des sciences naturelles-zoologie et biologie animale, sér. 5, vol. 15, p. 6-11 (texte intégral).